# Салара (Терамо)
Салара (итал. Salara) је насеље у Италији у округу Терамо, региону Абруцо.
Према процени из 2011. у насељу је живело 55 становника. Насеље се налази на надморској висини од 162 м.